# GPGMail
GPGMail是一个用于公钥邮件加密与签名的Apple Mail扩展。GPGMail运行在macOS下，其加密功能由GNU Privacy Guard提供。
GPGMail的第一个版本由Stéphane Corthésy于2001年2月7日发布。自2010起，转由GPGTools维护。GPGMail和GNU Privacy Guard都是自由的开源软件。